# Falcon's Flight
Falcon's Flight est un parcours de montagnes russes en métal en construction dans le futur parc Six Flags Qiddiya, en Arabie saoudite. C'est un Exa Coaster, une attraction conçue et développée par le constructeur suisse Intamin.
Après de premières informations en 2019 et une ouverture de l'attraction (et du parc) prévue pour 2023, le chantier du parc commence en 2021 et le premier rail de l'attraction est posé en avril 2023. Les détails techniques suivent en novembre 2023, avec notamment la présentation d'un train, qui devrait être propulsé à 250 km/h à partir de 2025.
Falcon's Flight sera à son ouverture la plus haute, la plus longue et la plus rapide montagne-russe du monde.

## Historique
Falcon's Flight et de manière générale le parc Six Flags Qiddiya s'inscrivent dans le projet Saudi Vision 2030 du prince héritier Mohammed ben Salmane, présenté en avril 2016. Ce concept cherche à développer d'autres marchés pour réduire la dépendance saoudienne au pétrole. Le projet de parc est officiellement annoncé le 28 juin 2016.
Le 26 août 2019, l'Arabie saoudite annonce vouloir construire Falcon's Flight, le parcours de montagnes russes le plus rapide, le plus haut et le plus long au monde. Les premières images du projet sont dévoilées,. Le 4 janvier 2021, Qiddiya annonce la collaboration avec le constructeur suisse Intamin pour l'élaboration du grand huit,.
Le chantier du parc commence finalement le 12 décembre 2021, et celui de l'attraction débute véritablement lorsqu'un premier rail est posé le 26 avril 2023, année d'ouverture initialement prévue. Les détails techniques suivent en novembre 2023, avec notamment la présentation d'un train, qui devrait être propulsé à 250 km/h à partir d'octobre 2024.
Falcon's Flight est l'attraction phare de la zone thématique The City of Thrills, littéralement La ville du frisson ou La ville des sensations fortes.
Le 12 décembre 2024, l'assemblage des rails de la montagne-russe est officiellement terminé.

## Caractéristiques
Falcon's Flight est, avec ses 195 mètres de hauteur, le premier parcours d'Exa Coaster, un terme qui définit les montagnes russes du constructeur Intamin faisant plus de 600 pieds (182,9 mètres), bien qu'aucune machine, tout constructeur confondu, ne dépasse 500 pieds (152,4 mètres) jusqu'alors. Le record est détenu, avant l'ouverture de Falcon's Flight, par Kingda Ka de Six Flags Great Adventure, qui culmine à 139 mètres.
De plus, Falcon's Flight bat également le record de vitesse (240 km/h, Formula Rossa à Ferrari World Abu Dhabi) et le record de longueur (2 479 mètres, Steel Dragon 2000 à Nagashima Spa Land). La montagne russe saoudienne atteint en effet les 250 km/h et son parcours fait 4 325 mètres de long. Les trains sont catapultés à trois reprises par des propulsions LSM.
Chaque train est équipé d'une vitre de protection, ce qui fait que les passagers n'ont pas à se munir de lunettes ou d'un autre équimenent pour leur sécurité. Ils peuvent accueillir 14 passagers dans 4 wagons différents, le premier n'en ayant que deux en raison de la tête de faucon qui le décore, et seront au nombre de six en simultané sur le parcours. Ils possèdent 35 modules LED chacun et un système de refroidissement des roues.

## Parcours
Lorsque les passagers commencent leur voyage, un premier lancement LSM catapulte le train hors de la gare. Les passagers font divers bosses et virages avant d'atteindre le pied de la falaise. Ici, une deuxième propulsion LSM accélère le train à 160 km/h et amène les trains au sommet de la falaise. Le grand huit se rapproche alors du sol avant de faire un demi-tour complet, ouvrant ainsi la voie à la plus grande chute jamais vue sur un grand huit : 160 mètres. Pour atteindre les 250 km/h et passer le top hat de 160 mètres de haut, les trains seront accélérés dans la chute de la falaise,.